# 太平山 (秋田県)
太平山（たいへいざん）は、秋田県の中央部、秋田市と上小阿仁村とにまたがる山。太平山地の主峰で、標高1170メートル。太平山を中心として太平山県立自然公園に指定されている。
秋田市内の各地から望むことができるため、市のシンボルのひとつとして校歌などに歌われることも多い。

## 概要
秋田市中央部に近い側から前岳、中岳、鶴ガ岳、剣岳、宝蔵岳、弟子還岳、太平山（奥岳）、旭岳など多数の山頂が連なる。右の写真で左側にある小さなピークが前岳（774m）、中央右の最大に見えるピークが中岳（951.7m）で、その右のピークが鶴ガ岳（1,002m）である。最高峰の太平山=奥岳（1,170m）は距離の関係から低く見えており、中岳と鶴ガ岳の間の鞍部で僅かに山頂部が顔をのぞかせている。
奥岳には太平山三吉神社の奥宮が設置されている（里宮は秋田市広面赤沼にある）。また奥宮参籠所（山小屋）がある。参籠所は2008年（平成20年）9月22日に火災のため焼失したが（奥宮は被害無し）、2009年（平成21年）9月1日に再建されている。
中岳には避難小屋がある。以前は前岳にも山小屋があったが、焼失した。またいくつかの登山道の中腹には女人堂があり、太平山もかつては多くの山と同じように女人禁制であったことをうかがわせる。
秋田市内から気軽に行ける山で、路線バスでかなり近くまで近付け、ハイキングコースとしても人気のある山である。
山名の由来は太平の後背に位置する事からである。太平は「オイダラ」に字を当てたもので、由来は「大江平」「狼平」など多数語られているが、一説によるとアイヌ語で「山の麓の動揺する地」の意ともいう。

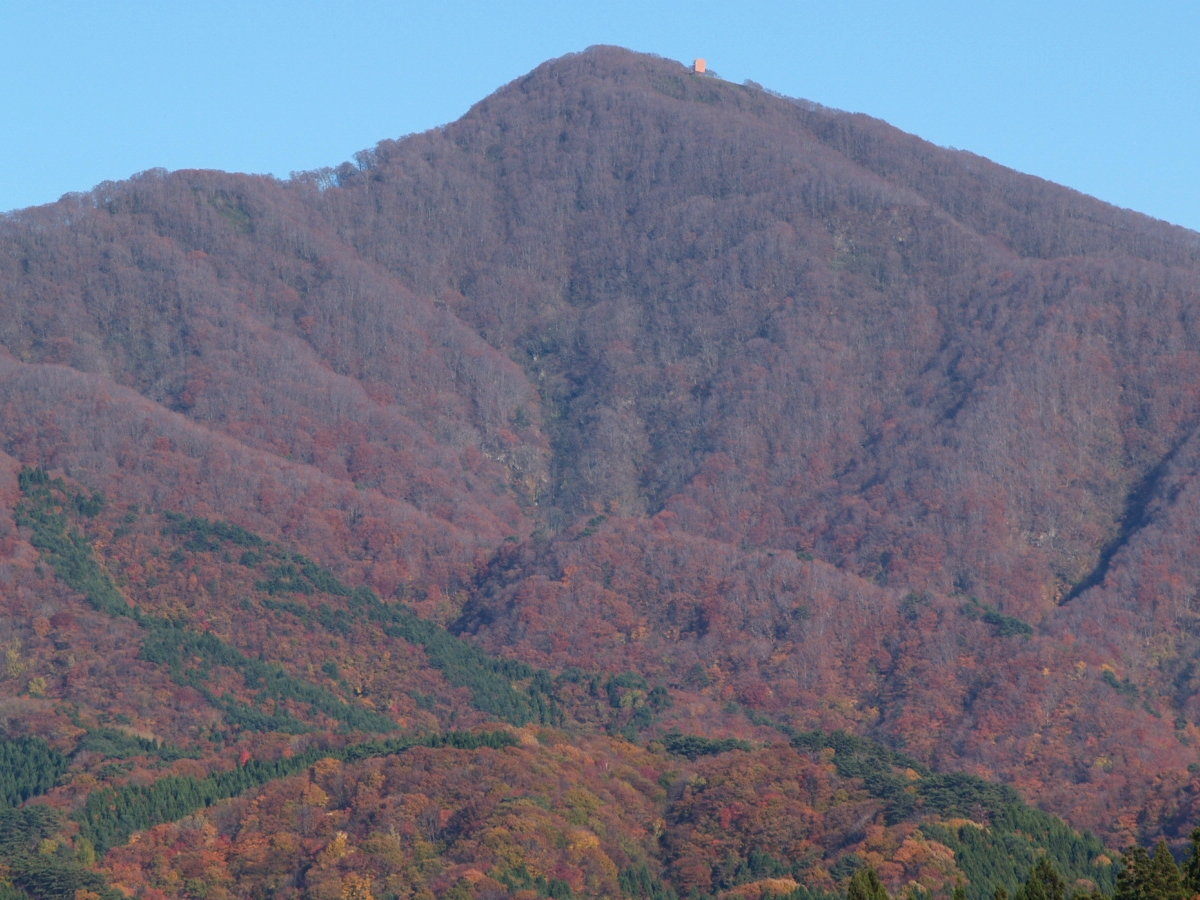
秋田市太平八田から見た中岳（2008年11月12日）
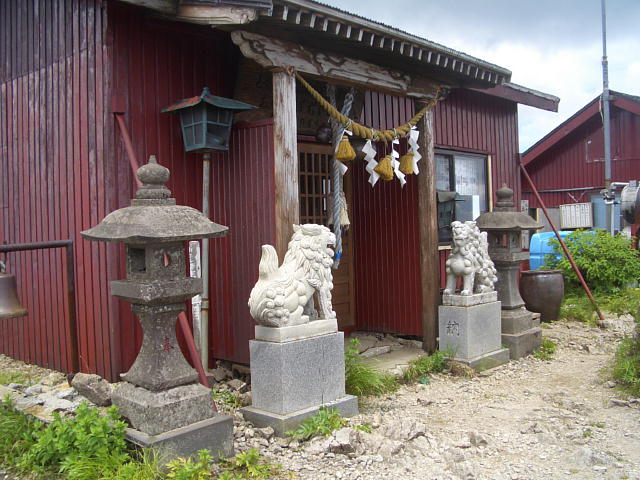
太平山三吉神社 奥宮 後ろは焼失・再建前の参籠所（2008年6月26日）
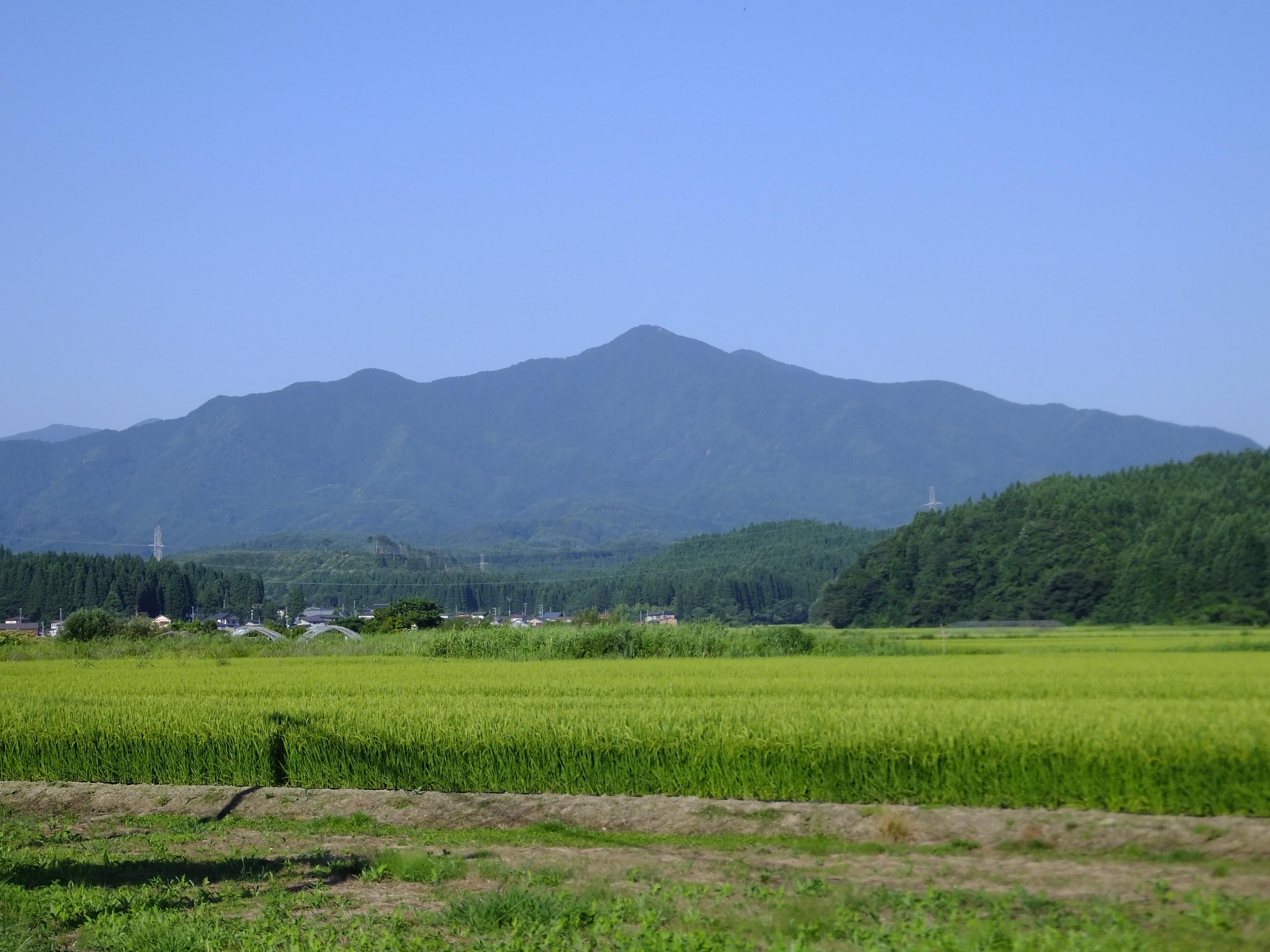
秋田市太平八田から見上げた中岳（2012年8月14日）

## 登山ルート
どのルートも1日あれば登頂できるトレッキングルートで、分岐も少なく迷いにくい山であるが、年間を通して熊が出没し、また所々に急斜面があり、山菜採りなどで滑落もしくは遭難する可能性が皆無ではないので注意が必要である。
旭又ルート（御手洗ルート）
仁別の旭又キャンプ場から御滝（おたき）神社・御手洗（みたらし）神社を経て奥岳に至る。近年になって整備されたルートで、水平距離が短く手軽だが、高低差が880mあり急登が多い。御滝神社までの区間の大半は仁別森林鉄道の廃線跡で、大規模なインクライン跡が見られる。途中に水場である御手洗があり、新鮮な水がこんこんとわき出ていて、登山者の喉を潤している。
縦走ルート
前岳から中岳・鶴ガ岳・剣岳・宝蔵岳を経て奥岳に至る。前岳までの経路としては太平八田の金山滝ルート、仁別の軽井沢ルートなどがある。旭又ルートが整備されるまでは金山滝ルートが最も一般的な登山道だった（かつては奥岳まで秋田県道232号太平山八田線に指定されていた）。宝蔵岳と奥岳の途中には弟子還（でしがえり）と呼ばれる岩場があり、「修験者が不慣れな弟子をここまでで帰らせた」と語られ一番の難所とされている。
野田口ルート
菅江真澄もこのルートで登山をし「秋田風土記」や「六郡歳時記」にも紹介される歴史的伝統があるルート。野田集落から不動滝を通り、女人堂跡を過ぎ、剣岳(1052m)、宝蔵岳、弟子還を通り山頂に至る。
岩見三内口ルート
岩見三内から直接奥岳に向かうルート。左方に篭滝沢がある。この篭滝沢は不帰の沢ともいい、130余の滝があり人を寄せ付けず魔の沢と言われる。三吉がこの沢で禊をして修行をし、その結果自身で神の位についたが、現身として帰ってこなかったという。昭和7年8月20日京都の修験者が沢をきわめつくして帰り、村人を驚かした。

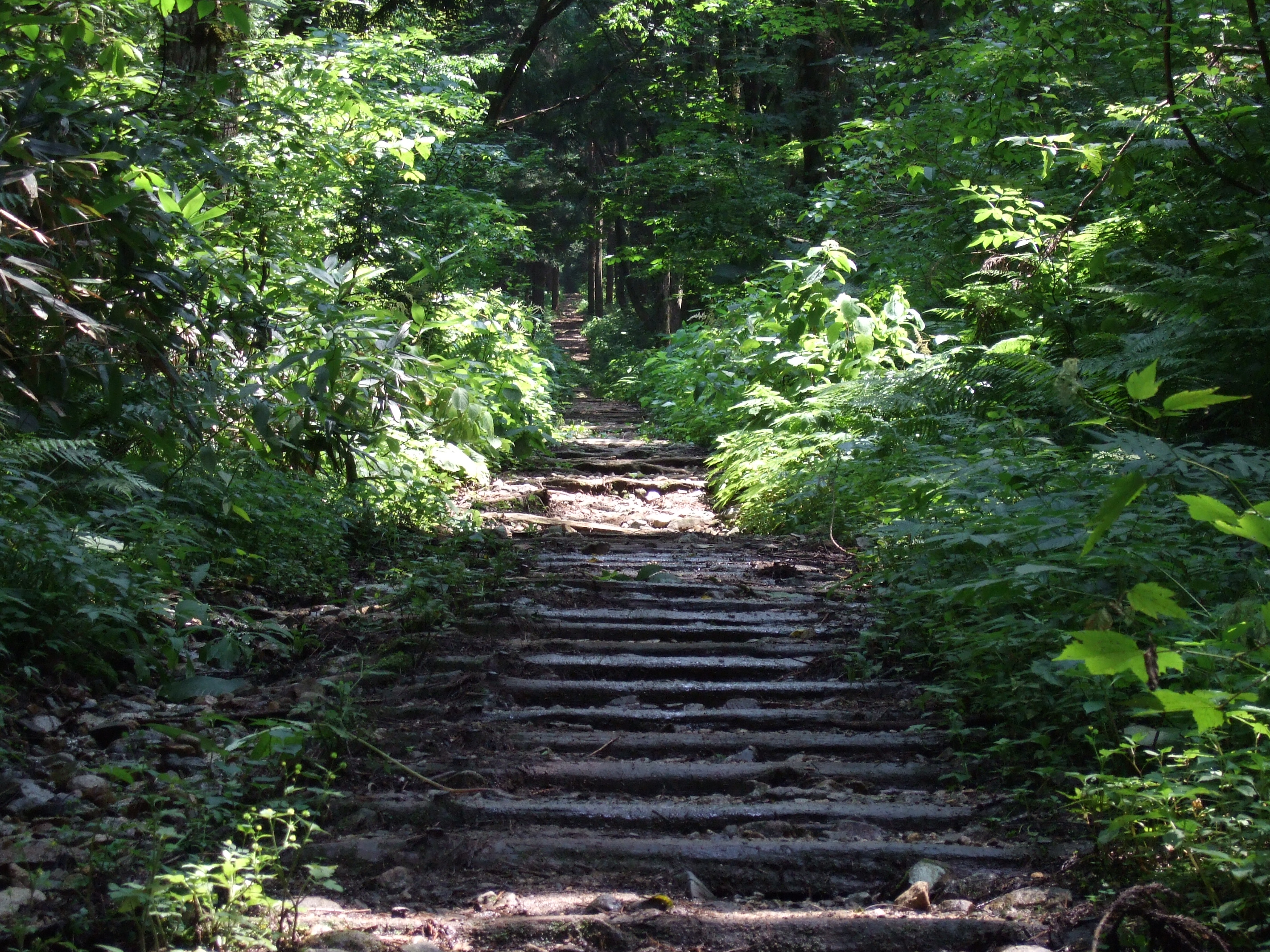
インクライン跡 階段のように見えるものは枕木
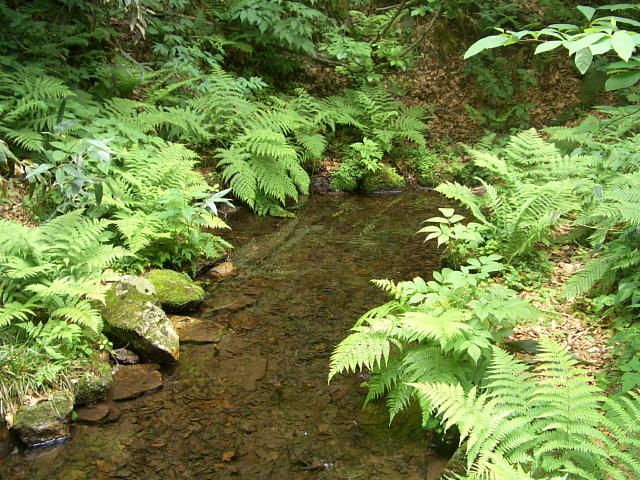
御手洗の水場
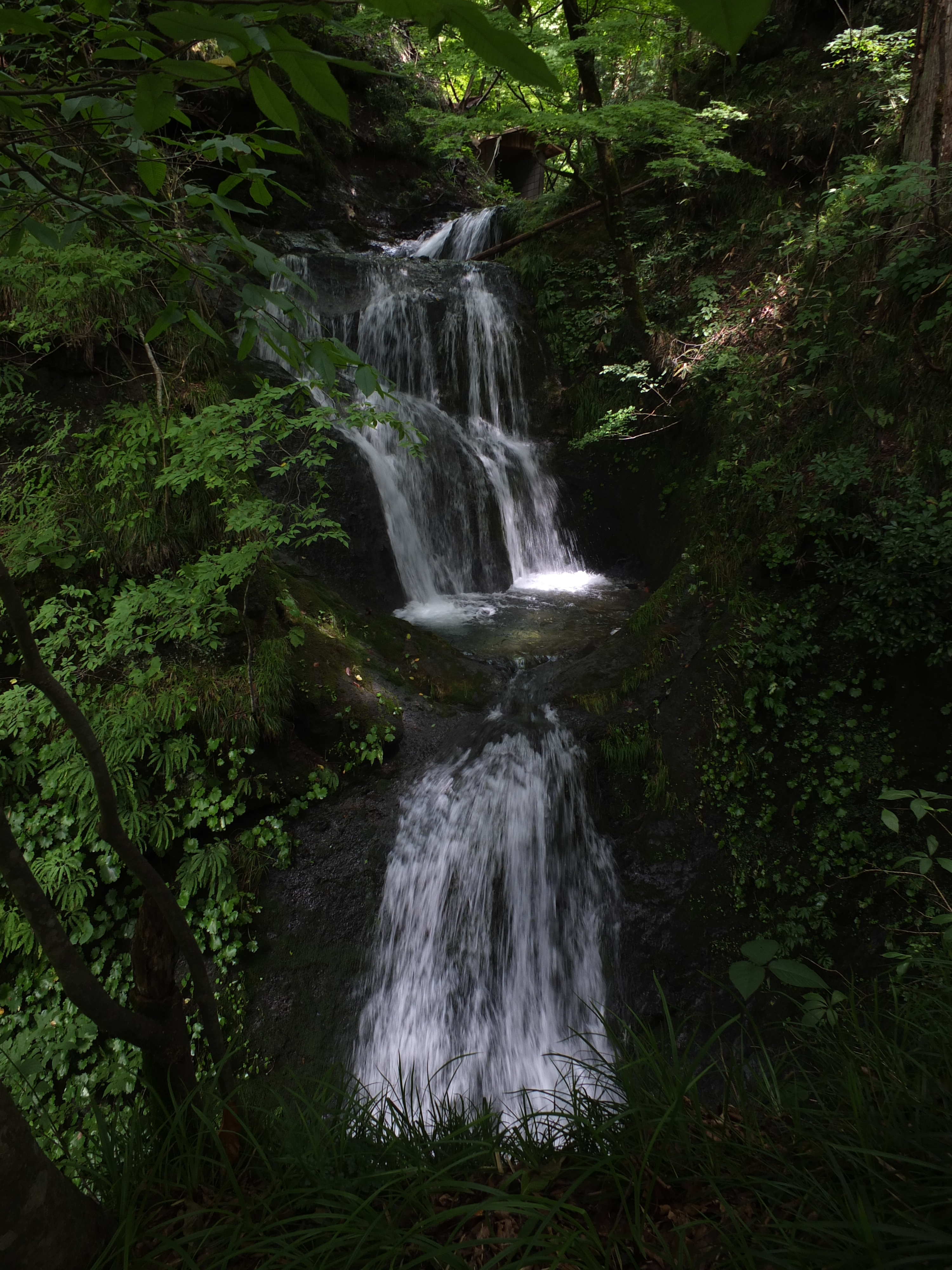
金山滝
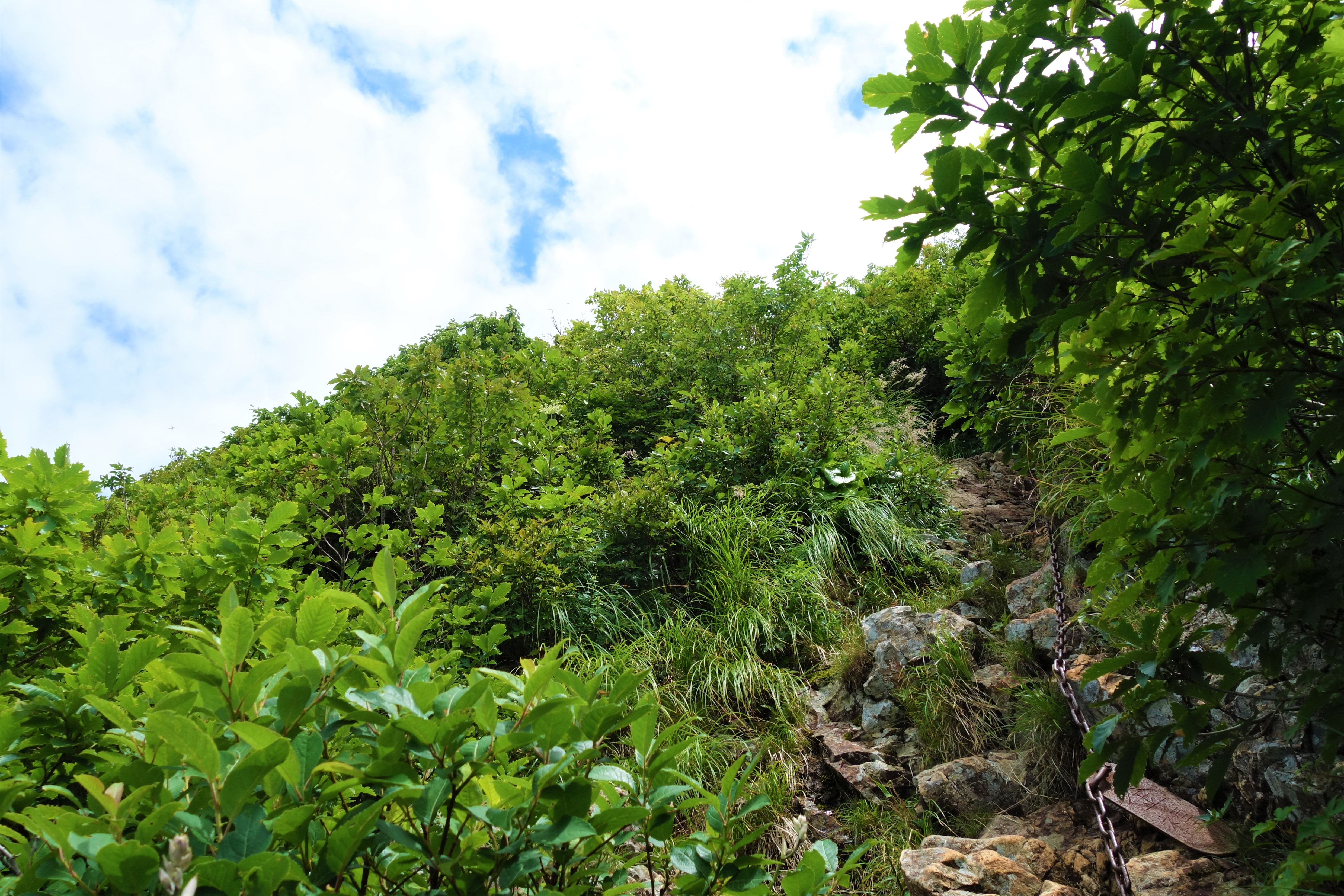
弟子還の鎖場
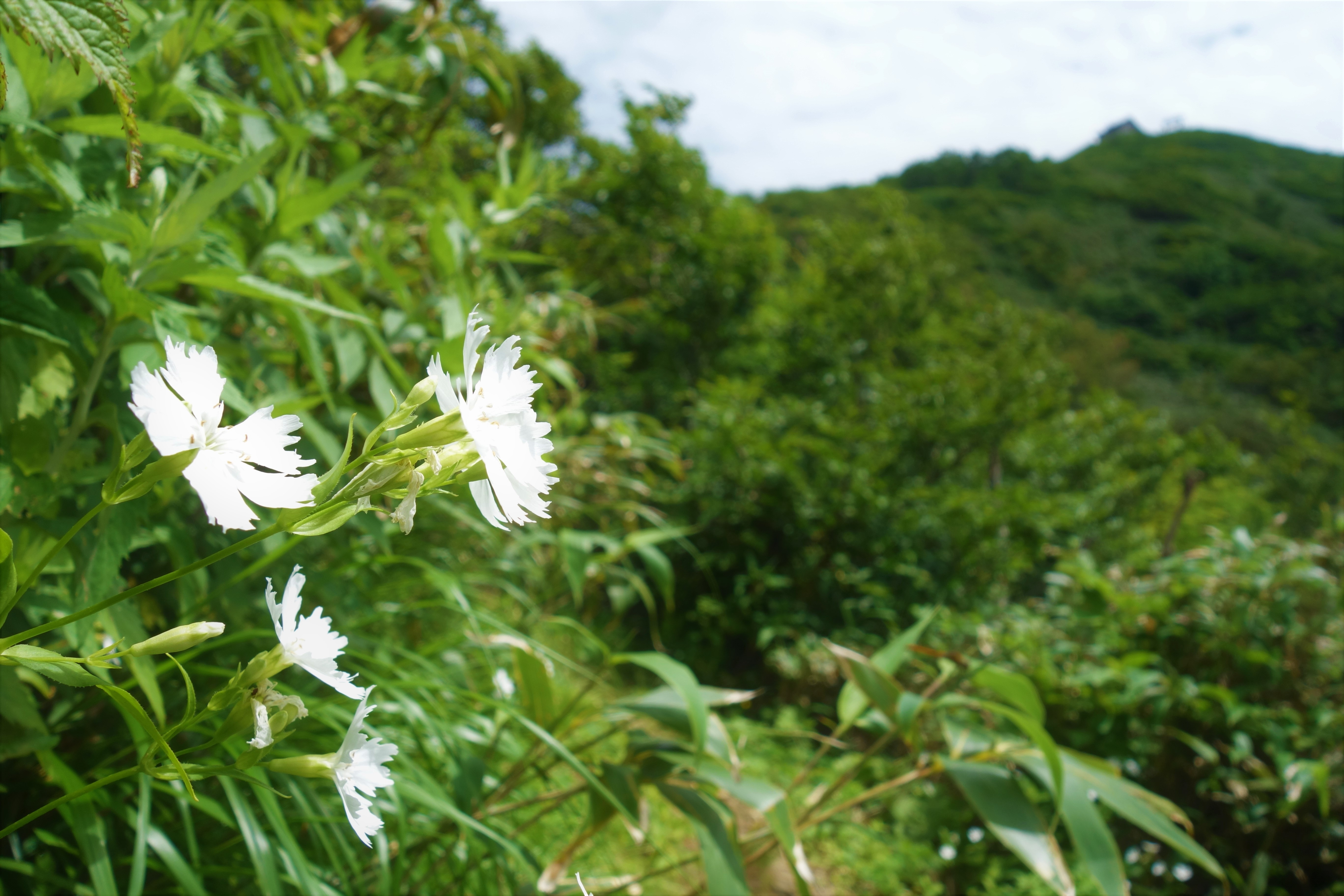
弟子還に咲くヒロハシラネガンピ
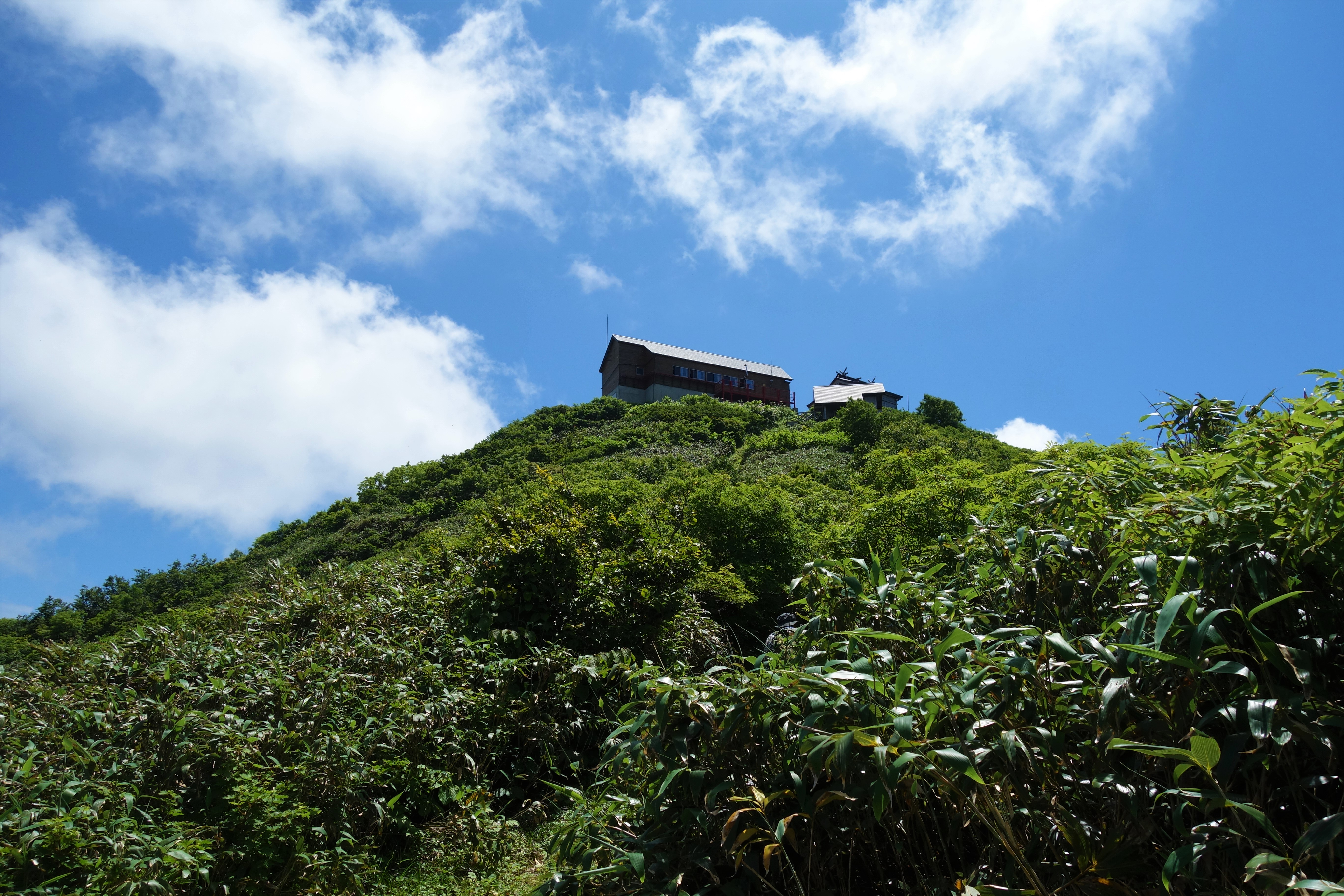
山頂の参籠所（山小屋）
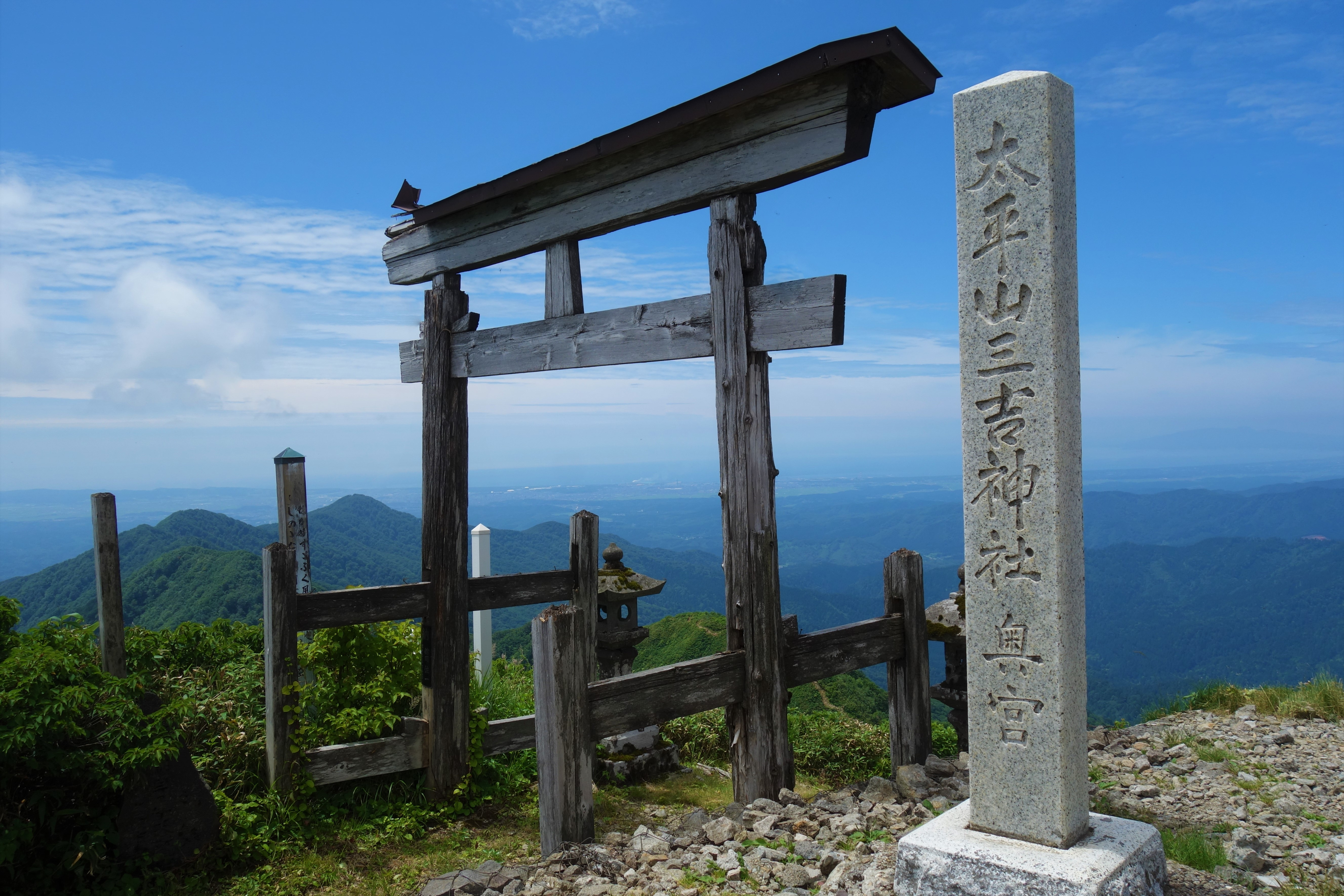
太平山山頂
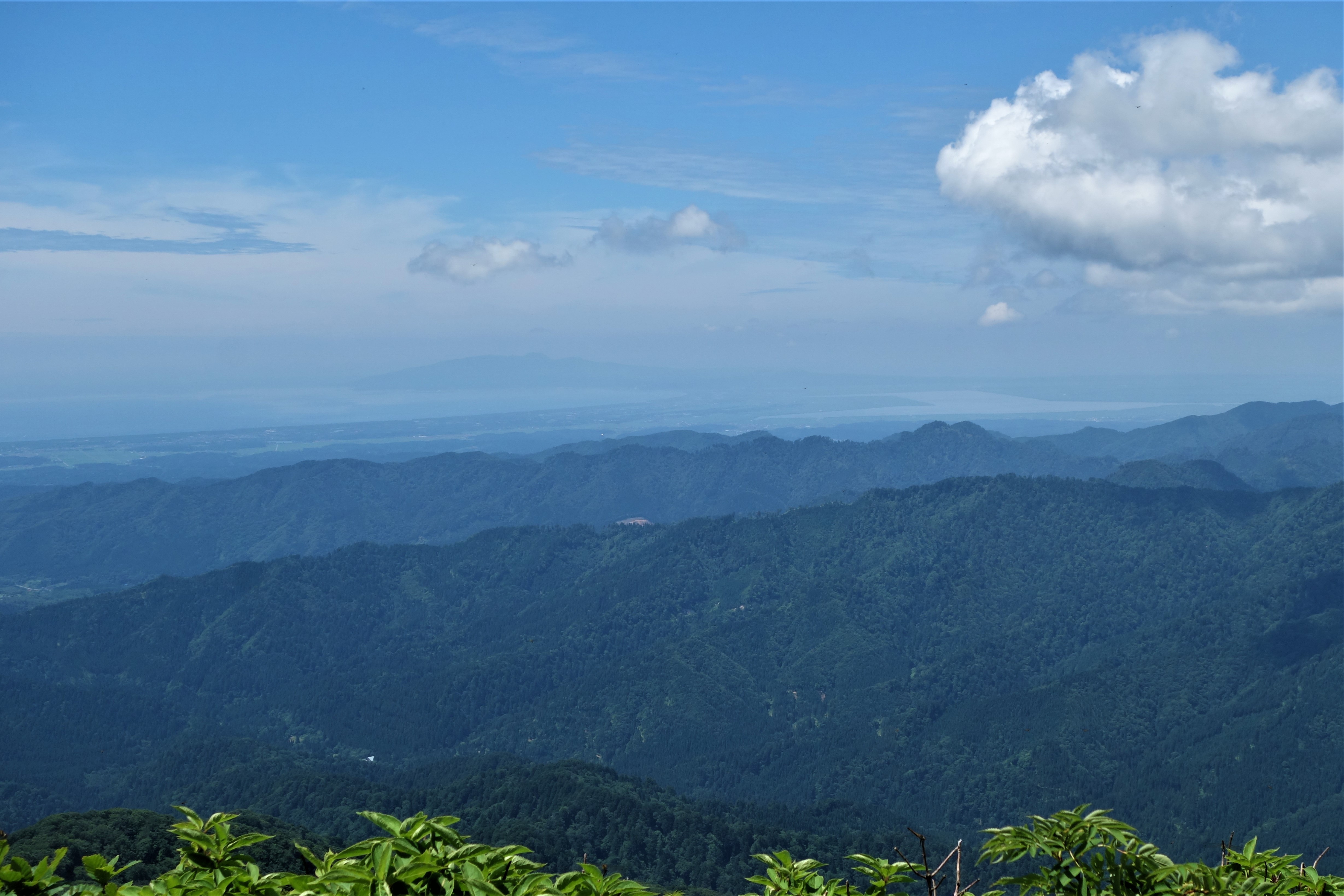
山頂からの男鹿半島(中央)と八郎潟(右)

## 周辺
太平山の山頂周囲は太平山県立自然公園に指定されており、秋田市最高点の白子森(1179.1m)も園内にある。以前は登山者減少のため登山道が荒廃し、登頂が困難な山になっていたが、近年整備されるも、現在はまた登頂困難である。山小屋・避難小屋等はない。
秋田市方の山麓域に太平山リゾート公園があり、様々な施設が存在する。主なものとしては、ドーム型室内プールと日帰り温泉施設の「クアドーム ザ・ブーン」や太平山スキー場オーパス、温浴・宿泊施設として「森林学習館 木こりの宿」等がある。他にも秋田市植物園やトレーラーハウス、オートキャンプ場があり、いずれも市街地から近くバスで行くことができる。

## 太平山信仰
太平山は山そのものが神である。その三吉霊神は力の神、勝利の神、事業の神、農耕の神、受験の神である。修行のために太平山にこもり修業によって自ら神になったとされる。菅江真澄は「勝手能雄弓（かってのおゆみ）」で、鎌倉時代に鳥海山麓の矢島から大江氏が居住していた。その一族が太平に移住して永井氏と名乗ったが、一帯を旧氏名にあやかって大江平（おおえだいら）と言った。それがなまった大平（おえだら）となったという説を紹介している。現在でも地元民は「おえだら」という。この説を延長するとおえだらの山すなわち太平山となる。太平山は大江氏を通して薬師如来とされた。これは鳥海山から来たもので、鳥海山も薬師如来である。佐藤久治は太平山と三吉野（吉野山）との類似性を指摘して、三吉はもともと三吉野から来たと推定している。
太平山の山名が固定された時代は定かではない。金峰山、薬師峰、三本ヵ岳、大蛇峯（おろちね）などともよばれた。太平山信仰が一般化したのは江戸中期である。村々に講中ができ板碑が建てられたのは文化文政年間（1803年-30年）である。登山者が多い割には特にガイドを必要とせず、したがって登山口に修験集団はできなかった。修験は登山口で神社の別当をするにとどまった。太平山や三吉さんが全国的に広がったのは銘酒太平山の宣伝広告に平行し、正月の祭典である梵天が珍祭として観光資源となったことが大きく影響を及ぼしている。
太平山の神を三吉（みつよし）大権現として、近頃西蝦夷地（北海道）の場所場所で大いに信仰している。元は増慶（毛？）から発祥したと由縁を聞いたが長いので省略する。増毛の運上屋で甲子の年に神社を新しく建て勧請した。利尻島の運上屋も乙丑の年に神社を建てて祀ったという。浜に居住する漁師も、増毛あたりは10に6から7は信仰している。秋田の太平山は薬師を祀っている。あるいは三吉という神仙を伝えている。三吉と唱えることは楢山村の百姓伝之助というものが、近年木曽石に新たに神社を建てて祀った時に、彼が初めて唱えたことである。廃藩置県となって、新規の神社になると伝之助が鎮守となった。
山頂の太平山三吉神社奥宮は祀神が大己貴命、スクナビコナ、三吉霊神である。白鳳2年に役小角が創立し、延暦2年に坂上田村麻呂が再興したと伝わる。明治6年に郷社、明治12年に県社、明治39年に太平山三吉神社となり、大正2年に赤沼に里宮の設置許可が降りる。6月28日に太平山参がある。江戸時代末期には爆発的な太平山信仰の広がりがあった。各地の修験を仲介に講中ができ、三吉神社あるいは太平山神社を作った。しかし、多くは小堂や石堂である。89ヶ所もの社が佐竹藩六郡に広がっていた。由利郡と本庄市には4社ほどあった。また、男鹿市にはまったくなく、南秋田郡には2社しかなかった。これは男鹿の真山本山信仰圏には浸透できなかったものと考えられる。1910年（明治43年）前後の神社合併促進運動のため多くの社は合併されていった。また、標高500m以下の山を「太平山」として土地の修験者は修験の場として講中はその山に登って太平山信仰の代わりにした。これがミニ太平山である。河辺郡雄和町や仙北郡西仙北町、大曲市の姫神山、雄勝郡羽後町、山本郡二ツ井町に5山があり（いずれも旧町名）すべて太平山の名称で呼ばれている。
太平講の秋田市外旭川の梶目地区の1979年の実態は「夏季の太平山登山を目的にした団体であったが、次第に信仰は薄れ楽しみ会に移行している。8人ほどの会員が、1ヶ月に1回夜間に十月は昼から盛大に持ち回りで飲食を行う。床間には三吉大明神の掛物をかけ『ロッコンザイショウ　太平山三吉ノ権現　ザンギザンギ』と唱える。もともとは夕方法螺貝を吹き集会をして、登山の時は精進をして魚肉を絶ち水浴び（垢離取り）をした。正月の梵天あげと、近隣への梵天参加が最大行事である」というものであった。八郎潟周辺の事例では、八郎潟周辺に太平講は広く存在していた。琴浜村野石八幡神社の境内には1858年と記録された太平山碑がある。太平山神像は薬師像ではなく斧を持った山神像そっくりである。鹿渡町の『太平山議員名簿』の規約によれば「毎月13日に集まって遥拝する。旧1月17日に太平山三吉神社に、旧7月14日に太平山まで1名以上が参拝すること」となっている。17日は太平山三吉神社の縁日であって、その日に会合を持つ例が多く、17日講とも言われている。八竜村追泊では11名の会員が17日に会合を行い「さんぎ　さんぎ　六根さんぎ　お山八大金剛童子」と唱える。戦中・戦後の頃から三吉神社への参拝だけの活動になっていたが、最近はそれすらも少なくなっている。
秋田戦争時には修験僧が太平山に籠もって朝敵退散の修法をしている。飯田川の小玉醸造は酒造業をはじめ「金剛」という銘酒を売り出した。最初は好評だったが2・3年にして販路が止まった。ある夜「太平山に登れ」という夢告があり、はたと思いついて銘酒を「太平山」と改名したところ、需要は急増し全国的な銘酒に成長した。そして太平山の名がこの銘酒によって広がる結果ともなった。